# ديفيد بيكر (دراج)
ديفيد بيكر (بالإنجليزية: David Baker)‏ هو دراج بريطاني، ولد في 30 ديسمبر 1965 في شفيلد في المملكة المتحدة.

## وصلات خارجية
- دايفيد بيكر على موقع أرشيف الدراجات (الإنجليزية)
- دايفيد بيكر على موقع إحصائيات الدراجات الإحترافية (الإنجليزية)
- دايفيد بيكر على موقع أوليمبيديا (الإنجليزية)
- دايفيد بيكر على موقع اللجنة الأولمبية البريطانية (الإنجليزية)